# Korsakov (Roman)
Korsakov ist der siebte  Roman von Éric Fottorino. Er wurde am 20. August 2004 von Éditions Gallimard veröffentlicht und erhielt im selben Jahr den Prix France Télévisions und im Jahr darauf den Prix des Libraires, den Prix Marguerite-Puhl-Demange und den Prix Nice-Baie des Anges. Er gilt zusammen mit Baisers de cinéma als Hauptwerk Fottorinos.

## Inhalt
Korsakov ist ein neurologisches Syndrom, eine Art Alzheimer, das durch einen fortschreitenden Gedächtnisverlust gekennzeichnet ist, wobei der Patient bei gewissen Ausprägungen der Krankheit neue Erinnerungen erfindet (konfabuliert). Doktor François Signorelli leidet an diesem tragischen Syndrom, eine Demütigung für diesen bedeutenden Neurologen mit einem so rastlosen Leben. Ein Leben in drei Abschnitten: Der erste seine traurige Kindheit in Bordeaux, als er noch den Namen seiner Mutter, Ardanuit, trägt, bis sie, als er zehn ist, den Austernzüchter Signorelli heiratet, der ihn adoptiert. Er muss mit einem abwesenden Vater, einer bigotten Großmutter und einer instabilen Mutter fertig werden. Der zweite dreißig Jahre später als angesehener Arzt in Palermo, wo er bei sich Korsakov diagnostiziert. Und der dritte die Geschichte seines legendären Stief-Großvaters Fosco Signorelli, Bürgermeister von Gafsa bis zur Unabhängigkeit Tunesiens. Die drei Abschnitte mischen sich in seinem Kopf. Die Idee, dass seine Lebensgeschichte von einem verrückt spielenden Gedächtnis aufgefressen wird, ist ihm unerträglich. Er muss einen Weg finden, das zu verhindern.

## Ausgaben
- Éric Fottorino: Korsakov, Éditions Gallimard (Reihe La Blanche), Paris, 20. August 2004, ISBN 978-2-07074746-7, 474 S.
- Éric Fottorino: Korsakov, Éditions Gallimard (Reihe Folio), Paris, 26. Januar 2006, ISBN 978-2-07032580-1, 544 S.